# Obole ionienne
Pour les articles homonymes, voir Obole.
L'obole ionienne, en grec moderne : Οβολός Ιονίου, est la monnaie de la république des îles Ioniennes, entre 1819 et 1863. Jusqu'en 1834, un obole équivaut à quatre lepta, après quoi sa valeur est de 5 lepta. Pendant toute son existence, l'obole est égale à une demi-penny sterling britannique. L'obole a remplacé une série de pièces contremarquées libellées en para turcs et en gazéta (el) de cuivre. L'obole ionienne était émise par les Britanniques et a été remplacée par la drachme grecque lorsque les îles Ioniennes ont été cédées à la Grèce, à raison de 1 drachme = 20 oboles.
Une dénomination inhabituelle était la pièce de 30 lepta en argent. 

## Galerie

Pièce d'un lepto ionien (1821).
Pièce de deux lepta ionienne (1819).
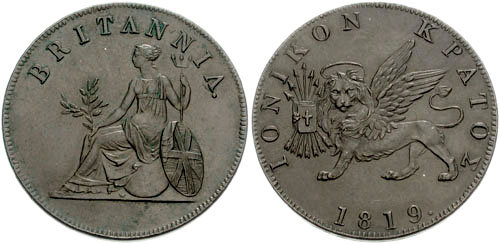
Pièce d'une obole ionienne (1819).
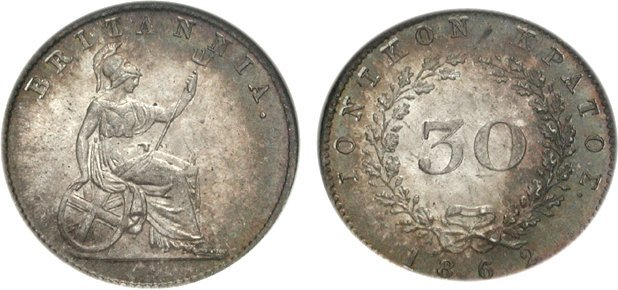
Pièce de trente oboles ioniennes (1862).